# 모항

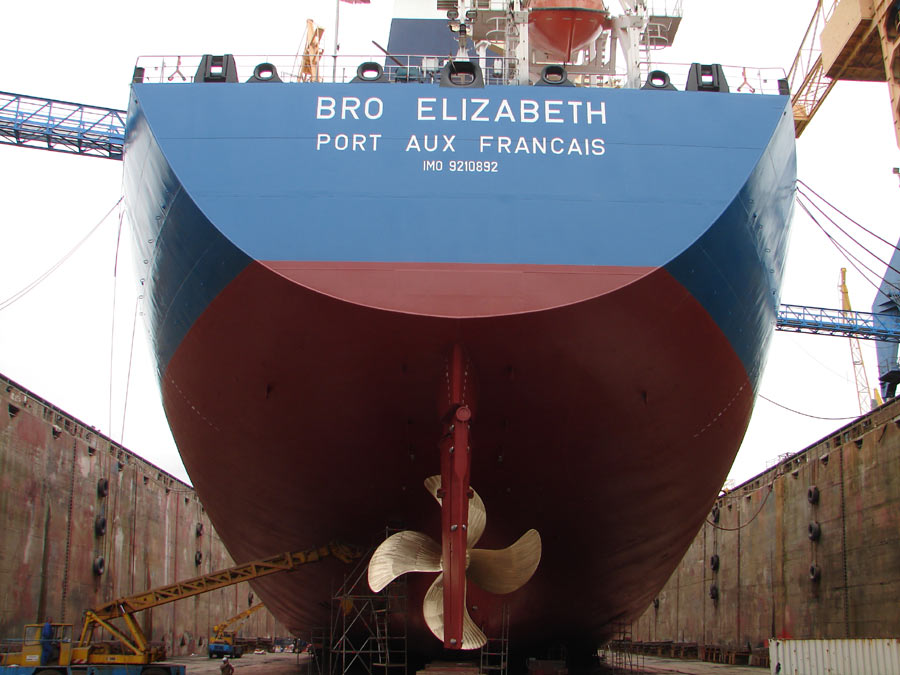
선적항 Port-aux-Français의 모습

모항(母港, home port) 또는 소속항은 배의 근거지가 되는 항구를 말하며 등록 문서에 표시되고 선체의 선미에 표시된 선적항(port of registry)과 동의어가 아닐 수도 있다. 모항은 가게를 들리는 동안 승객 대부분을 태우거나 전환하거나 연료를 공급하는 항구의 의미로도 사용된다.

## 선적항
선적항(船籍港)은 선박소유자의 주소지에 정하되 선박의 항행할 수 있는 수역에 접하고 있는 시·읍·면(市邑面)의 명칭에 따라 표시한다(선박시 2조). 선박의 등기와 등록 및 국적증서를 교부받는 일은 선적항에서 행한다(선박 제8조).